# Glicação
Glicação é o processo de soma entre uma proteína e um carboidrato, tal qual a glicose, sem a ação controladora de uma enzima. É a principal causa de doenças clínicas vasculares em pacientes diabéticos. A glicação aumentada de proteínas no cristalino pode causar o desenvolvimento de catarata. Colagénio, laminina, vitronectina e outras proteínas da matriz podem ser glicadas e sofrer alterações em suas propriedades biológicas como auto-agregacão e ligação a outras proteínas da matriz. Proteínas glicadas e lipoproteínas também podem ser reconhecidas por receptores presentes em macrófagos, que estão intimamente envolvidos na formação de placas arterioescleróticas. Bem provável que este fenómeno favoreça a arterioesclerose em pacientes diabéticos. O composto aminoguanidina inibe a formação de  produtos glicosados e está sendo testado por sua capacidade de impedir as complicações diabéticas.